# غرنوقي لبنان
غرنوقي لبنان (الاسم العلمي:Geranium libani) هو نوع من النباتات يتبع جنس الغرنوقي من الفصيلة الغرنوقية.